# All These Things That I've Done
"All These Things That I've Done" (у преводу, Све ове ствари које сам урадио) је песма групе Килерс са албума Hot Fuss. Издата је као сингл 2005. године.

## Значење
Песма приказује борбу младе особе која представља ефективну позитивну силу у друштву.
Од осећаја где су се мотивације неке особе погрешно разумеле ("I want to stand up / I want to let go / You know? You know? / No you don't, you don't") и тешкоће остваривања добрих намера ("I want to shine on in the hearts of man / I want a meaning from the back of my broken hand,"), ова песма се односи на компромисе који се чине док се покушавају извршити у најбољим намерама.
Кроз непрестане позиве за помоћ и молбе да је просто постало претешко ("I'm so much older than I can take,"), да је помоћ потребна одмах ("don't you put me on the back burner") и да на крају он можда није довољно јак ("I've got soul, but I'm not a soldier"), песма се завршава очајнички, као да су направљени компромиси за којима ће касније жалити ("Over and in / Last call for sin / While everyone's lost, the battle is won / with all these things that I've done.").

## Спот
Као и Mr. Brightside, песма има 2 спота:
- Ранија верзија, на којој Килерси певају док шетају Брик лејном у Лондону праћени групом људи. У споту се такође налазе снимци публике која је присуствовала концерту Килерса у Лондон Асторији, 8. јула 2004.
- У каснијој верзији, коју је режирао холандски фотограф Антон Корбејн, налази се надреална сцена попут сна где Килерсе, који су обучени као каубоји, нападају слабо одевене ратнице наоружане бумеранзима. Неки су приметили да Брендон Флауерс, који носи бркове у овом споту, личи на Фредија Меркјурија, што је можда било ненамерно указивање части покојном певачу.

## Остало
- Сингл је доживео врх на #74 на Билбордовој листи врућих 100 и на #18 на британској листи синглова.
- Песма се налазила на саундтреку за филм The Matador и налази се у филму Ричарда Келија, Southland Tales.
- Дејвид Камерон је одабрао ову песму као једну од својих осам одабраних снимака које би понео са собом на хипотетичко пусто острво, на BBC 4 радио емисији Desert Island Discs (емитованој 28. маја 2006)
- Песма се такође користила да промовише Invisible Children, документарни филм о отмици деце и врбовање деце у војску и сексуално ропство везано за конфликте у северној Уганди